# Подгорное (Кемеровская область)
Подго́рное — село в Ленинск-Кузнецком районе Кемеровской области. Административный центр Подгорновского сельского поселения.

## Географическое положение
Центральная часть населённого пункта расположена на высоте 192 м над уровнем моря.

## История
Указом Президиума Верховного Совета РСФСР от 15 августа 1963 года посёлок фермы № 1 Ленинск-Кузнецкого племзавода переименован в село Подгорное.

## Население
| 2010 |
| ---- |
| 801  |

### Половой состав
По данным Всероссийской переписи населения 2010 года, в селе Подгорное проживал 801 человек (355 мужчин, 446 женщин).

## Инфраструктура
В селе расположен ОАО «Племзавод Ленинск-Кузнецкий».